# 黄骅
黄骅（1911年—1943年），原名黄金山，湖北省阳新县人。中国共产党与八路军高级将领。

## 生平
1926年，15岁的黄骅开始参加革命，被推为联村儿童团长；1928年，参加阳新县赤卫队；1929年，加入了中国共产党；1930年参加中国工农红军，历任班长、排长、连长、营长、团参谋长等职；1941年7月任八路军冀鲁边区副司令员。
1943年6月30日，在河北省新海县（今黃驊市）大赵村主持军区侦察通讯工作会议时，遭冀鲁边军区司令员邢仁甫派人刺杀身亡。一同遇难的还有军区参谋主任陆成道、军区政治部除奸科长陈云彪、军区司令部侦察股副股长崔光华、一军分区作战参谋董兴根、黄骅的警卫员李天佑以及两名警卫战士。7月8日，罗荣桓、黎玉、肖华发出《收编土匪叛变，黄骅副司令员被刺训令》，指出: 
|  | 6月30日晚，被收编之伪军冯冠奎带数人窜入会场，开枪刺杀我军区副司令员黄骅、参谋主任陆成道等同志，全军必须接受这一事件的严重教训。 |

1945年8月，渤海区政府为纪念黄骅烈士，决定将新海县改名为黄骅县，1989年設縣級市黄骅市。

## 家人
- 妻子顾兰青（后改名王毅）：后改嫁刘良明（后任浙江省机械工业厅厅长，2000年去世）。建国后在浙江省委工作。1977年病逝
- 长子：寄养在老乡家。夭折
- 长女王延冰：1955年因癌症病逝
- 次女黄鲁彬（王鲁滨、刘鲁彬），1941年生于海兴县小山乡盘洼村[1]。2007年6月27日，黄骅牺牲64周年前夕，刘鲁彬成年后第一次回到黄骅,受到最隆重的礼节欢迎，黄骅市五套班子全体出动，附近县市领导也纷纷来祝贺。[2]2012年起定居于黄骅市。2015年9月3日，受民政部邀请参加在北京举行的纪念中国人民抗日战争暨世界反法西斯战争胜利70周年大会[3][4]。
  - 儿子：在青海
  - 女儿：在杭州